# 히라이와역
히라이와역(일본어: 平岩駅)은 일본 니가타현 이토이가와시에 위치한 서일본 여객철도 오이토 선의 철도역이다. 단선 승강장 1면 1선의 구조를 갖춘 지상역이다.

## 이용 현황
| 승차 인원 추이 | 승차 인원 추이 |
| 연도           | 1일 평균       |
| -------------- | -------------- |
| 2004           | 17             |
| 2005           | 14             |
| 2006           | 12             |
| 2007           | 10             |
| 2008           | 8              |
| 2009           | 9              |
| 2010           | 7              |
| 2011           | 6              |
| 2012           | 7              |
| 2013           | 6              |
| 2014           | 5              |
| 2015           | 8              |

## 역 주변
- 히메카와 온천

## 역사
- 1957년 8월 15일 : 국유철도 오이토 선 나카쓰치역 - 고타키 역 간 연장과 동시에 개업. 여객 · 화물 취급.
- 1981년 11월 20일 : 화물 취급 폐지.
- 1987년 4월 1일 : 일본국유철도 분할 민영화에 의해, 서일본 여객철도가 승계.
- 1995년 7월 12일 : 집중 호우에 의해, 역 구내 및 히메 강에 걸친 교량이 유출. 열차 운행이 운휴 상태가 됨.
- 1996년 1월 16일 : 평행하는 국도 제148호선 복구에 의해, 통제 구간의 버스 대행 수송 개시.
- 1997년 11월 29일 : 전 노선이 복구되어 운행 재개.
- 2002년 3월 23일 : 무인역화.
  - 그 후, 역사 근처의 선로가 철거되어, 승강장이 1면 1선의 구조로 전환.
- 2014년
  - 11월 22일 : 나가노 현 가미시로 단층 지진에 의해, 시나노오마치역 - 이토이가와역 간 통제에 의해 영업 중지.
  - 11월 23일 : 당 역 - 이토이가와 역 복구에 의해 영업 재개. 통제 구간인 시나노오마치 역 - 당 역간이 해당.
  - 11월 26일 : 미나미오타리역 - 당 역간 복구.

## 인접 역
| 서일본 여객철도 오이토 선               | 서일본 여객철도 오이토 선 | 서일본 여객철도 오이토 선 |
| --------------------------------------- | ------------------------- | ------------------------- |
| 기타오타리 미나미오타리 · 마쓰모토 방면 | ■ 오이토 선               | 고타키 이토이가와 방면    |